# Invece tu
Invece tu è un singolo discografico del cantautore Dente, pubblicato il 1º gennaio 2014 quale primo estratto dal suo quinto album Almanacco del giorno prima.

## Il brano
La canzone è stata annunciata nel dicembre 2013 insieme alla comunicazione della data e del titolo del quinto album in studio del cantautore. Il brano è stato descritto dall'autore come "una canzone immersa nell'estetica della musica leggera italiana degli anni '60; scritta, arrangiata e registrata come si faceva una volta".

## Il video
Il videoclip del brano è stato pubblicato il 10 gennaio 2014 in anteprima sul sito del Corriere della Sera ed è stato diretto da Dandaddy (già al lavoro con Baustelle e Le luci della centrale elettrica).

## Tracce
Download digitale
1. Invece tu - 2:54